# BMX-Rennsport-Weltmeisterschaften

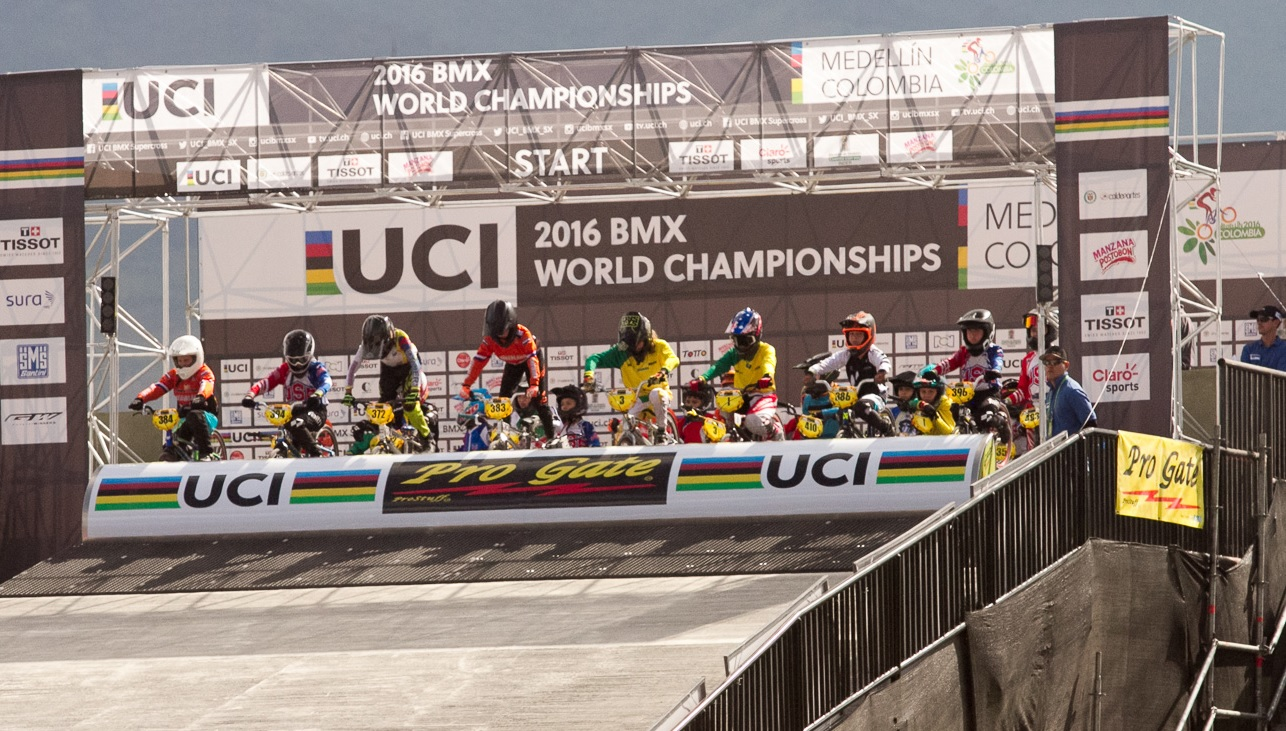
Start eines Rennens bei der WM 2016

Die BMX-Rennsport-Weltmeisterschaften werden vom Radsport-Weltverband UCI seit 1996 jährlich an wechselnden Orten ausgetragen. Mit Stand 2025 werden ausschließlich Weltmeister im BMX-Rennen in der Radklasse Standard (20 Zoll) ermittelt.

## Geschichte
Nachdem der Sport in den 1970er Jahren an Popularität gewonnen hatte, gab es 1978 eine erste Veranstaltung, die sich Weltmeisterschaft nannte. Ausrichter war der US-amerikanische Fahrradhersteller JAG BMX mit Unterstützung der National Bicycle Association und der National Bicycle League, zweier ansonsten konkurrierender BMX-Verbände. Obwohl es der JAG-BMX-Weltmeisterschaft an Internationalität mangelte, hatte sie bis zu 4000 Teilnehmer und war professionell organisiert und gesponsert. Die ersten vier Ausgaben fanden in Indianapolis statt, die danach in Las Vegas. 1985 wurde die Veranstaltung eingestellt.
Unterdessen hatte sich mit der International BMX Federation (I.BMX.F.) ein Weltverband gebildet, der 1982 in Dayton erstmals Weltmeisterschaften organisierte und in den Jahren darauf auch an verschiedenen Orten in Europa, Asien und Australien. Parallel dazu begann die Fédération Internationale Amateur de Cyclisme (FIAC), der damals existierende UCI-Unterverband für den Amateursport, ab 1985 mit der Ausrichtung von Weltmeisterschaften. Die Veranstaltung der I.BMX.F galt als prestigeträchtiger und besser organisiert, was sich auch darin äußerte, dass die UCI später in historischen Übersichten die Weltmeister der I.BMX.F anstelle der eigenen aufführte. 1991 legten beide Verbände die Weltmeisterschaften zusammen, und 1996 integrierte sich die I.BMX.F in die UCI, die fortan als einziger Veranstalter auftrat. Damit einher ging eine Anpassung der Rennkategorien an das in den übrigen Radsport-Disziplinen übliche System. Die Ergebnisse bis 1995 sind daher nur bedingt mit denen danach zu vergleichen.
Bis 2014 fand die Mehrzahl der Weltmeisterschaften auf speziell für die jeweilige Austragung erstellten BMX-Bahnen statt, die anschließend wieder abgebaut wurden; teilweise waren dies Indoor-Bahnen in Mehrzweckhallen. Seit 2015 wurden mit einer Ausnahme (2022) alle Wettkämpfe auf dauerhaft konstruierten Außenbahnen ausgetragen, die modernen Anforderungen genügen (siehe BMX-Bahn). Die Weltmeisterschaften fanden seit ihrer Gründung jedes Jahr statt außer 2020, als die in Houston geplanten Titelkämpfe infolge der Corona-Pandemie entfielen. Der übliche Termin ist Ende Juli.

## Wettbewerbe
Seit 1996 gibt es Rennen in den Kategorien Elite und Junioren, jeweils bei Männern und Frauen. Hauptereignis ist seit jeher das BMX-Rennen der 20-Zoll-Klasse, zusätzlich wurden bis 2010 auch Weltmeister in der Radklasse Cruiser ermittelt. Von 2011 bis 2016 standen Wettbewerbe im BMX-Zeitfahren auf dem Programm, seitdem gibt es nur noch das BMX-Rennen. 2022 kamen Rennen für Männer U23 und Frauen U23 hinzu. Im Rahmen der Weltmeisterschaften wird jeweils die UCI BMX Racing World Challenge ausgerichtet für die Leistungsklassen Challenge und Masters, mit zahlreichen Rennen für Kinder und Jugendliche. Diese haben jedoch nicht denselben Status.
Die Sieger der Weltmeisterschaften haben das Recht und die Pflicht, ein Jahr lang bei allen BMX-Rennen ihrer Kategorie das Regenbogentrikot zu tragen. Von 1996 bis 2015 war dies mit dem Schriftzug BMX und einer Reifenspur versehen, eine spezielle Version mit Stoppuhr gab es für die Sieger im Zeitfahren. Seit 2016 ist das Trikot in allen Radsport-Disziplinen gleich.

### Modus
Das BMX-Rennen ist ein Turnier, das aus einer Vielzahl von Läufen besteht. Standardmäßig treten pro Lauf bis zu acht Fahrer gegeneinander an und ermitteln in mehreren Runden acht Finalisten, die den Sieg unter sich ausmachen. Im ursprünglichen Format hieß die erste Runde „Qualifikation“; hier trat jeder Fahrer dreimal an und erhielt Punkte entsprechend der Platzierung in seinen Läufen. Je nach Gesamtzahl der Teilnehmer kamen unterschiedlich viele Fahrer weiter. Die übrigen Runden wurden im K.-o.-System ausgefahren, wobei jeweils die ersten vier von acht Fahrern in die nächste Runde kamen; auch das Finale fand in einem einzigen Lauf statt.
Die Qualifikation nahm viel Zeit in Anspruch, so dass sie wiederholt reformiert wurde. Von 2010 bis 2012 wurde sie durch ein Zeitfahren ersetzt, wobei jeder Fahrer zwei Gelegenheiten hatte, allein eine möglichst gute Zeit zu erzielen. Ab 2011 wurde im Zeitfahren zusätzlich ein WM-Titel vergeben. Von 2013 bis 2021 begann das BMX-Rennen wieder mit je drei Läufen pro Teilnehmer, dafür wurden die Quotenplätze pro Nation reduziert, um von vornherein weniger Fahrer zu haben. Das Zeitfahren diente zunächst noch der Erstellung der Setzliste, ab 2017 wurde dafür die Weltrangliste verwendet.
Die bislang letzte Modifikation gab es 2022 anlässlich der Einführung der U23-Kategorie. Um nunmehr sechs Rennklassen im selben Zeitrahmen durchzuführen, glich man den Austragungsmodus an den des Weltcups an. Der Wettkampf beginnt seitdem mit einer „Ersten Runde“, in der jeder Fahrer einmal antritt, gefolgt von einem „Last Chance“ genannten Hoffnungslauf, in dem zusätzliche Fahrer weiterkommen. Die übrigen Runden finden wie zuvor im K.-o.-System statt.

## Austragungen
Seit der Übernahme der Veranstaltung durch die UCI und bis einschließlich 2025 fanden die Weltmeisterschaften 29 Mal statt. Darüber hinaus stehen die Gastgeber bis mindestens 2029 bereits fest.
Die Austragungsorte sind in aller Welt verteilt, mit Schwerpunkten in Nord- und Südamerika, Westeuropa und Australien. Je drei Weltmeisterschaften haben Australien, Frankreich, Großbritannien, die Niederlande und die Vereinigten Staaten ausgerichtet. Orte mit zwei Ausrichtungen sind das US-amerikanische Rock Hill, das belgische Heusden-Zolder und die dänische Hauptstadt Kopenhagen. Im deutschsprachigen Raum fanden die Titelkämpfe bislang nicht statt.
- 1996:  Brighton
- 1997:  Saskatoon
- 1998:  Melbourne
- 1999:  Vallet
- 2000:  Córdoba
- 2001:  Louisville
- 2002:  Paulínia
- 2003:  Perth
- 2004:  Valkenswaard
- 2005:  Paris
- 2006:  São Paulo
- 2007:  Victoria
- 2008:  Taiyuan
- 2009:  Adelaide
- 2010:  Pietermaritzburg
- 2011:  Kopenhagen
- 2012:  Birmingham
- 2013:  Auckland
- 2014:  Rotterdam
- 2015:  Heusden-Zolder
- 2016:  Medellín
- 2017:  Rock Hill
- 2018:  Baku
- 2019:  Heusden-Zolder
- 2020: nicht ausgetragen
- 2021:  Papendal
- 2022:  Nantes
- 2023:  Glasgow
- 2024:  Rock Hill
- 2025:  Kopenhagen
- 2026:  Brisbane
- 2027:  Haute-Savoie
- 2028:  Houston
- 2029:  Heusden-Zolder

## Palmarès
Die untenstehende Grafik fasst zusammen, welche Wettbewerbe zu welchen Zeitpunkten seit 1996 ausgetragen wurden. Die Medaillengewinner jedes Wettbewerbs stehen unter dem jeweiligen Verweis.
Die gegenwärtigen, bei den Weltmeisterschaften 2025 ermittelten Titelträger sind wie folgt:
| Wettbewerb   | Titelträger         |
| ------------ | ------------------- |
| Männer Elite | Arthur Pilard       |
| Frauen Elite | Beth Shriever       |
| Männer U23   | Alexis Pieczanowsky |
| Frauen U23   | Michelle Wissing    |
| Junioren     | Evan Oliveira       |
| Juniorinnen  | Lily Greenough      |

## Medaillenspiegel
Die folgende Tabelle fasst die Resultate aller Wettbewerbe in den Kategorien Elite, U23 und Junioren seit 1996 zusammen. Die Medaillen gingen an Vertreter aus 28 Ländern und aus allen fünf Kontinentalverbänden. Erfolgreichste Nation war Frankreich, gefolgt von den Vereinigten Staaten.
Stand: nach den Weltmeisterschaften 2025
| Platz  | Land               | Gold | Silber | Bronze | Gesamt |
| ------ | ------------------ | ---- | ------ | ------ | ------ |
| 1      | Frankreich         | 44   | 39     | 42     | 125    |
| 2      | Vereinigte Staaten | 36   | 36     | 39     | 111    |
| 3      | Australien         | 23   | 21     | 12     | 56     |
| 4      | Niederlande        | 19   | 22     | 21     | 62     |
| 5      | Großbritannien     | 14   | 12     | 7      | 33     |
| 6      | Kolumbien          | 14   | 6      | 8      | 28     |
| 7      | Argentinien        | 7    | 11     | 7      | 25     |
| 8      | Lettland           | 7    | 4      | 4      | 15     |
| 9      | Neuseeland         | 6    | 9      | 9      | 24     |
| 10     | Schweiz            | 4    | 6      | 6      | 16     |
| 11     | Ecuador            | 4    | 2      | 0      | 6      |
| 12     | Südafrika          | 2    | 1      | 1      | 4      |
| 13     | Venezuela          | 2    | 0      | 1      | 3      |
| 14     | Kanada             | 1    | 3      | 4      | 8      |
| 15     | Italien            | 1    | 1      | 1      | 3      |
| 15     | Norwegen           | 1    | 1      | 1      | 3      |
| 17     | Brasilien          | 1    | 0      | 4      | 5      |
| 18     | Dänemark           | 1    | 0      | 2      | 3      |
| 19     | Portugal           | 1    | 0      | 0      | 1      |
| 20     | Tschechien         | 0    | 5      | 6      | 11     |
| 21     | Deutschland        | 0    | 2      | 4      | 6      |
| 22     | Belgien            | 0    | 2      | 3      | 5      |
| 23     | Russland           | 0    | 2      | 2      | 4      |
| 24     | Chile              | 0    | 1      | 1      | 2      |
| 25     | Österreich         | 0    | 1      | 0      | 1      |
| 25     | Slowakei           | 0    | 1      | 0      | 1      |
| 27     | Litauen            | 0    | 0      | 2      | 2      |
| 28     | Japan              | 0    | 0      | 1      | 1      |
| Gesamt | Gesamt             | 188  | 188    | 188    | 564    |